# 길례르미 네게바
길례르미 네게바(포르투갈어: Guilherme Negueba, 1992년 4월 7일 ~ )는 브라질의 축구 선수로 포지션은 공격수이다. 본명은 길례르미 페헤이라 핀투(포르투갈어: Guilherme Ferreira Pinto)이고, 간략히 네게바(포르투갈어: Negueba)라고 불린다. 현재 태국 타이 리그 1의 람푼 워리어스에서 활약하고 있다.

## 선수 경력

### 브라질
네게바는 CR 플라멩구의 유소년 풋살 선수로 운동을 시작했다. 자카레파구아 테니스 클루비에서 잠깐 운동했던 적도 있다.
네게바는 플라멩구의 모든 연령별 유소년 팀을 거쳤으며, 2010년 18세가 되던 해에, 프로 팀에서 첫 기회를 받았다. 2010 시즌 11월 7일 아틀레치쿠 고이아니엔시와의 경기에 출장하여, 세리이 A 데뷔전을 가졌다. 2010 시즌 종료 이후, 플라멩구는 네게바와 5년 재계약에 합의를 마쳤음을 발표했다. 그러나 재계약 이후 좋지 못한 경기력을 보여주며 주전 경쟁에서 밀려났고, 네게바는 이적 요청을 하게 되면서, 2012년 9월 20일 네게바는 2013 시즌 상파울루 FC에 임대로 합류하게 되었음이 발표되었다. 그러나 2013년 1월 5일, 네게바는 무릎 부상을 당하며 6개월 동안 그라운드를 밟지 못하였다. 9월 1일 네게바는 보타포구 FR과의 경기에 교체 투입되면서, 마침내 상파울루에서의 데뷔전을 가졌다. 그러나 상파울루에서 많은 기회를 받지 못하였고, 플라멩구로 돌아가게 되었다.
2015 시즌 네게바는 코리치바로 이적하였다. 2015시즌에는 24경기에 출전, 2골을 기록하였으며, 2016년 6월 6일 네게바는 그레미우로 이적하였다.
2017년 네게바는 아틀레치쿠 고이아니엔시로 이적하였으나, 주리그에만 출전하였으나,.2017 시즌 중반, 네게바는 AA 폰치 프레타로 이적하였으나, 얼마 못뛰고 캄페오나투 브라질레이루 세리이 B의 론드리나 EC로 임대되었다.

### K리그
2018 시즌을 앞두고 경남 FC로 이적했다. 2018년 3월 4일 상주 상무 축구단과의 K리그1 개막전에서 이적 첫 공식 경기를 치렀다. 이어 3월 10일 제주 유나이티드 전에서는 이적 후 첫 골, 첫 도움을 기록하였고, 3월 17일 전남 드래곤즈와의 경기에서 1골을 보태며 3-1로 승리하였다. 3월에 치러진 3경기동안 2골 1도움의 준수한 기록을 남겼다.
2019시즌에도 경남 FC에 남게 되었다. 하지만 리그 전반기동안 공격 포인트를 하나도 기록하지 못하는 부진에 빠졌다. 게다가 5월 30일 상주 상무와의 경기에서 십자인대 부상으로 시즌아웃을 당하기까지 했다. 소속팀 경남 FC가 아시아 챔피언스 리그 조별리그 탈락과 리그 강등권 진입이라는 위급한 순간이 찾아옴에 따라 새로운 외국인 선수를 필요로하게 되었고 여름 이적시장에서 계약해지를 통해 네게바는 경남을 떠나게 되었다.
이후 반 시즌을 무적 신세로 보낸 뒤 2020시즌을 앞두고 K리그2로 강등된 경남 FC에 재영입되었다.
2021시즌을 앞두고 K리그1의 인천 유나이티드로 이적했다.

## 수상

### 구단

#### 플라멩구
- 코파 상 파울루 지 푸치보우 주니오르 : 2011
- 캄페오나투 카리오카 : 2011, 2014
- 타사 리우 : 2011
- 타사 구아나바라 : 2011, 2014

#### 론드리나
- 프리메이라 리가 우승 : 2017

### 개인
- K리그 베스트 11: 2018

### 국가대표

#### 브라질 U-20
- FIFA U-20 월드컵 : 2011